# بيترز ولي (ثنائي غناء)
بيترز ولي (بالإنجليزية: Peters and Lee)‏ ثنائي غناء على موسيقى البوب والفلكلور من بريطانيا. حقق الثنائي نجاح في السبعينيات والثمانينيات، ويضم ليني بيترز (22 نوفمبر 1931 - 10 أكتوبر 1992) وديان لي (من مواليد فبراير 1949).
كان ليني بيترز قد أصيب بالعمى في إحدى عينيه خلال حادث سيارة وهو في الخامسة من عمره، ثم أصيب بالعمى في العين الأخرى أثر حادث إلقاء حجر عندما كان في السادسة عشرة. بيترز هو عم عضو فريق الرولنج ستونز البريطاني تشارلي واتس.
اجتمع الثنائي لأول مرة في عام 1970، بيترز كان يعزف البيانو ويغني في الحانات حول لندن خلال الستينيات، وكانت لي راقصة مع ابن عمها في عرض يسمى هايلي توينز، عندما التقيا بدأ الاثنان العمل معًا وأصبحوا مشهورين في عروض النوادي والمعسكرات وتصدر الثنائي جميع المنافسين في سلسلة من الظهور في مسلسل تلفزيوني للمواهب الجديدة.
كشف بيترز في عام 1992، أنه كان يعاني من مرض السرطان، وبعد وفاته في ذلك العام، استأنفت ديان لي مسيرتها المهنية كممثلة.

## أهم أغاني الثنائي
- مرحبا بك في البيت (Welcome Home (1973[3]
- إلى جانبك (By Your Side (1973[4]
- لا تبق بعيدا طويلًا (Don't Stay Away Too Long (1974[5]
- قوس المطر (Rainbow (1974[6]
- يا سيد رجل الموسيقى (Hey Mr. Music Man (1976[7][8]

## وصلات خارجية
- مارك ويرتز (producer) discography